# St-André (Andlau)

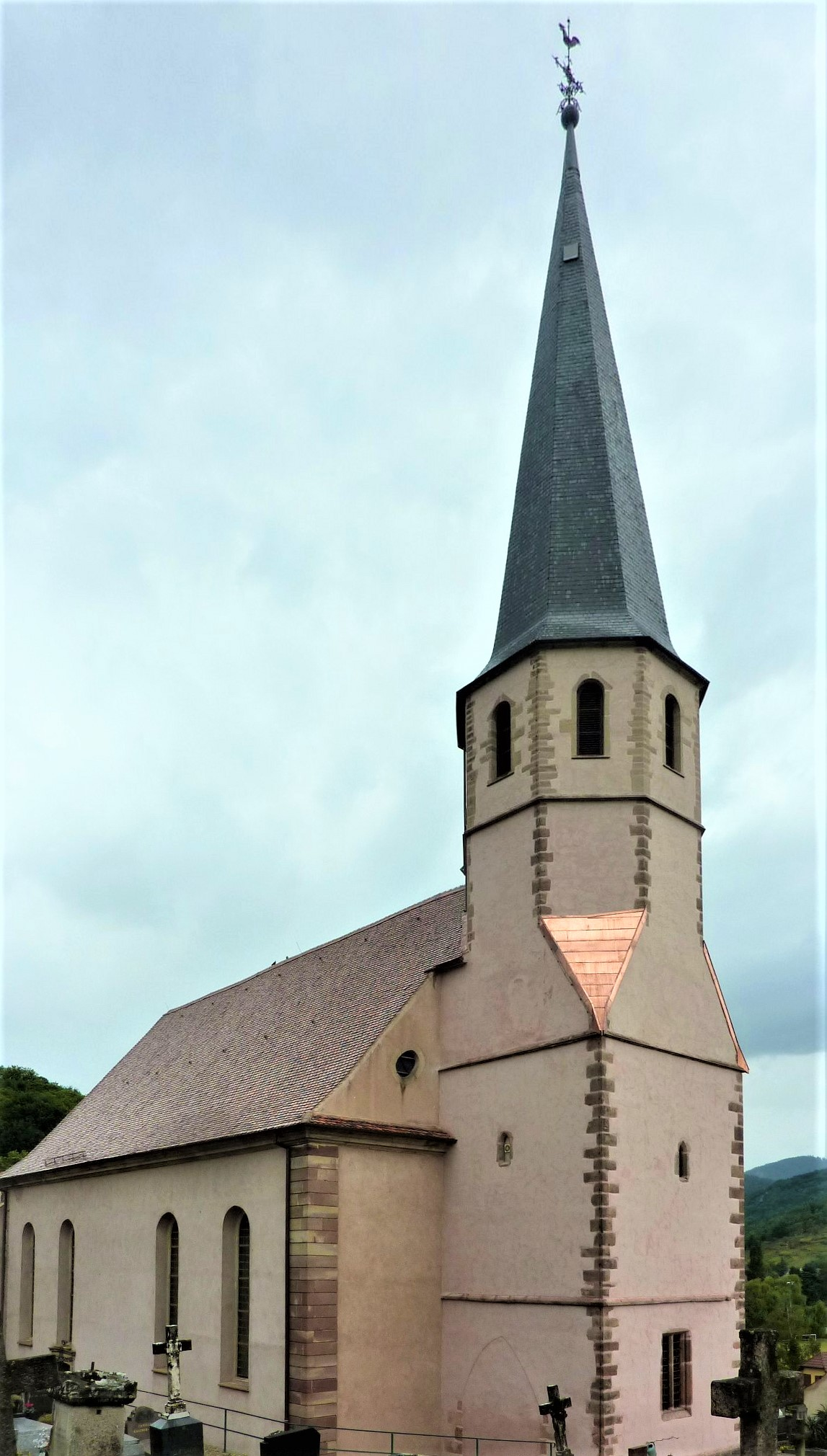
St-André, Blick zum Chorturm

Saint-André ist die Friedhofskapelle von Andlau  (Département Bas-Rhin) in der Region Grand Est. Die Kirche ist seit 1978 eingetragen im Verzeichnis des kulturellen Erbes in Frankreich.

## Baugeschichte und Beschreibung
Die Kapelle war unter dem Patrozinium St-Sauveur (Erlöser) bis 1865 Pfarrkirche von Eichhoffen. Sie geht zurück auf einen karolingischen Bau, der im Jahr 884 als königliche Eigenkirche der Abtei Étival überlassen worden war, die wiederum der Abtei Andlau unterstand. 1462 wurde die Kapelle der Abtei Andlau inkorporiert.
Die Kapelle besitzt einen gotischen Ostturm aus der ersten Hälfte des 13. Jahrhunderts, der einen  früheren Chorturm darstellt. Im gewölbten ehemaligen Chorraum haben sich Reste von Wandmalereien vom Ende des 14. Jahrhunderts erhalten, die die Verkündigung und Passion Christi darstellen. Das mittelalterliche Kirchenschiff wurde um 1783 durch einen schlichten barocken Saal mit Westchor ersetzt, die traditionelle Ostung der Kapelle wurde mit dem Neubau also aufgegeben und somit der Chorturm zum reinen Glockenturm bestimmt.